# Ямайкасы
Ямайкасы́ (чув. Ямайкасси) — деревня в Красноармейском районе Чувашской Республики.

## География
Находится в северной части Чувашии, на расстоянии приблизительно 14 км на северо-запад по прямой от районного центра села Красноармейское.

## История
Известна с 1858 года как околоток деревни Вторая Байрашева (ныне Ыхракасы) с 114 жителями. В 1906 году было учтено 24 двора, 122 жителя, в 1926 — 29 дворов, 121 житель, в 1939—159 жителей, в 1979 — 87. В 2002 году было 36 дворов, в 2010 — 33 домохозяйства. В период коллективизации был образован колхоз «Красный трактор», в 2010 году действовал СХПК «Рассвет». До 2021 года входила в состав Пикшикского сельского поселения до его упразднения.

## Население
Постоянное население составляло 78 человек (чуваши 99 %) в 2002 году, 86 в 2010.